# Juegos sin fronteras
Juegos sin fronteras (conocido internacionalmente con el título oficial Jeux sans frontières) es un programa de televisión organizado por la Unión Europea de Radiodifusión y emitido por Europa a través de la red de Eurovisión. Es un programa concurso donde participan distintos países con distintas ciudades que deben competir en distintas pruebas deportivas y de habilidad. Se realizó entre 1965 y 1982, y en una segunda etapa entre 1988 y 1999. En 2019, varias empresas audiovisuales privadas compraron los derechos del programa a la UER y decidieron crear una nueva versión llamada Eurogames.

## Historia
Se cree que la idea para el programa vino del presidente francés Charles de Gaulle, cuyo deseo era que las juventudes de Francia y Alemania Occidental se reunieran en una serie de juegos divertidos para reforzar la amistad franco-alemana. Los juegos estaban inspirados en el programa televisivo francés Intervilles, creado por Guy Lux, el cual había sido lanzado en 1962 inspirado en el programa italiano Campanile sera. En 1965 Lux y la ORTF (televisión pública francesa) intentaron convencer a otras televisoras europeas de establecer un formato similar para toda Europa. Tres franceses (Pierre Brive, Claude Savarit y Jean-Louis Marest) lograron difundir la idea de los juegos a otros países europeos. En ese mismo año, equipos en representación de Francia, Alemania Occidental, Bélgica e Italia tomaron parte en la primera edición de los juegos, llamada Inter Nations Games".
En 1970 los juegos fueron transmitidos por primera vez en color. El programa finalizó en 1982 por problemas financieros.  El programa revivió en 1988, con varios cambios en el formato (entre ellos el tener los "heats" en un solo lugar). El programa finalizó en 1999, por problemas financieros.
En 2007, la UER intentó resucitar el formato, con Bélgica, Croacia, España, Grecia, Países Bajos, Portugal, Eslovenia e Italia como países participantes. Sin embargo, problemas financieros dieron al traste con esa idea.
En 2019, las empresas Mediaset y France Telecom confirmaron la vuelta de un formato similar para otoño de ese mismo año. Finalmente en julio de 2019 Mediaset Italia dio luz verde al proyecto con seis países en liza: Alemania, España, Grecia, Italia, Polonia y Rusia. Entre septiembre y noviembre de 2019 se grabarán seis programas, cinco de ellos clasificatorios y uno la final, en un escenario de 8000 metros cuadrados construido para la ocasión en el parque de atracciones Cinecittà World en Roma.

## Formato
Juegos sin Fronteras usualmente se emitía en verano (con algunos episodios emitidos en invierno) en horario estelar. Cada temporada iba de agosto a noviembre. En cada episodio, la competición se llevaba a cabo en un país diferente y quienes presentaban el programa eran los comentaristas de cada país participante en su propio idioma nacional. Cada episodio incluía diez pruebas en las que los participantes llevaban trajes extravagantes que dificultaban la realización de las mismas, las cuales eran divertidas y también difíciles, requiriendo destreza y buen estado físico. En cada episodio, los participantes de cada país solían proceder de una misma localidad. Cada equipo estaba integrado por diez participantes.

## Países participantes
| País            | Televisora                | Años de participación                      | Ediciones |
| --------------- | ------------------------- | ------------------------------------------ | --------- |
| Alemania        | ARD                       | 1965–1980, 2020                            | 17        |
| Bélgica         | BRT, RTBF                 | 1965–1982, 1988–1989                       | 20        |
| Checoslovaquia  | ČST                       | 1992                                       | 1         |
| Eslovenia       | RTVSLO                    | 1994, 1996–1997, 1999                      | 4         |
| España          | TVE Telecinco             | 1988, 1990–1992, 2020                      | 5         |
| Francia         | ORTF, Antenne 2, France 2 | 1965–1968, 1970–1982, 1988–1992, 1997–1999 | 25        |
| Grecia          | ERT                       | 1993–1999, 2020                            | 8         |
| Hungría         | MTV                       | 1993–1999                                  | 7         |
| Italia          | RAI                       | 1965–1982, 1988–1999, 2020                 | 31        |
| Liechtenstein   | SRG SSR                   | 1976                                       | 1         |
| Malta           | PBS Malta                 | 1994–1995                                  | 2         |
| Países Bajos    | NCRV, TROS                | 1970–1977, 1997–1998                       | 10        |
| Polonia         | TVP                       | 2020                                       | 1         |
| Portugal        | RTP                       | 1979–1982, 1988–1998                       | 15        |
| Reino Unido     | BBC, S4C (Gales)          | 1967–1982, 1991–1994                       | 20        |
| República Checa | ČT                        | 1993–1995                                  | 3         |
| Rusia           | C1R                       | 2020                                       | 1         |
| San Marino      | SMRTV                     | 1989–1991                                  | 3         |
| Suiza           | SRG SSR                   | 1967–1975, 1977–1982, 1992–1999            | 24        |
| Túnez           | ERTT                      | 1992                                       | 1         |
| Yugoslavia      | JRT                       | 1978–1982, 1990                            | 6         |

1. ↑  Checoslovaquia participó en 1992 solamente con equipos checos. No hubo participación eslovaca ese año. En 1993, República Checa ingresó al programa como un país separado pero Eslovaquia no ingresó.
2. ↑  Liechtenstein participó en 1976 como reemplazo de Suiza en un solo "heat", usando el código FL (en lugar del código CH).
3. ↑  Cuando un equipo de Irlanda del Norte representó al Reino Unido, usaba el código NI en lugar de GB. Gales participó de 1991 a 1994 en representación del Reino Unido usando el código C ("Cymru", el nombre en galés de Gales) en Gales y el código GB en el resto de Europa. El idioma galés era el idioma de transmisión de S4C, la televisora participante por Gales.

## Lista de países ganadores, incluyendo las ciudades
En algunas ediciones hubo empate.
| Año  | Ciudad(es)                 |
| ---- | -------------------------- |
| 1965 | Ciney Saint-Amand-les-Eaux |
| 1966 | Eichstätt                  |
| 1967 | Duderstadt                 |
| 1968 | Siegen                     |
| 1969 | Wolfsburgo Shrewsbury      |
| 1970 | Como                       |
| 1971 | Blackpool                  |
| 1972 | La Chaux-de-Fonds          |
| 1973 | Ely                        |
| 1974 | Muotathal                  |
| 1975 | Nancy                      |
| 1976 | Ettlingen                  |
| 1977 | Schliersee                 |
| 1978 | Abano Terme                |
| 1979 | Bar-le-Duc                 |
| 1980 | Vilamoura                  |
| 1981 | Dartmouth Lisboa           |
| 1982 | Rochefort                  |
| 1988 | Madeira                    |
| 1989 | Azores                     |
| 1990 | Jaca                       |
| 1991 | Vigevano                   |
| 1992 | Třebíč                     |
| 1993 | Kecskemét                  |
| 1994 | Česká Třebová              |
| 1995 | Brno                       |
| 1996 | Kecskemét                  |
| 1997 | Amadora                    |
| 1998 | Százhalombatta             |
| 1999 | Bolzano Alto Adige         |
| 2020 | Múnich                     |

## Participación de España
España participó en los años 1988, 1990, 1991, 1992, 2020.

### 1988
En 1988, por España participaron las ciudades de Gijón, Cartagena, La Coruña y Sevilla. Ninguna de ellas consiguió llegar primera ni tampoco segunda, quedando en primer lugar Sevilla con 76 puntos, lo que la llevó a la final enfrentándose a Madeira por Portugal, Profondeville por Bélgica, Les Saisies por Francia y Aosta-Pilaz por Italia. Ganó Portugal con 49 puntos y España quedó segunda con 47 puntos empatada con Bélgica. Los dos programas que se celebraron en España en esta edición se hicieron en La Cartuja de Sevilla.
La presentación para España corrió a cargo de Ignacio Salas, Guillermo Summers y Carmen Otero.

### 1990
En 1990, por España participaron las ciudades de Almagro, Jaca, Arnedo y Archidona. Jaca resultó ganadora de los dos programas en los que participó (el resto de países llevaron 8 equipos, España solo llevó a cuatro), en el primero con 48 puntos, y en el segundo con 46 puntos, y eso la llevó a la final enfrentándose contra Bor por Yugoslavia, Treviso por Italia, Toulouse por Francia, Azores por Portugal y Faetano por San Marino. Con 50 puntos España se proclamó campeona de esa edición de Juegos sin fronteras. En esta edición ninguno de los programas se hizo en España.
La presentación para España corrió a cargo de Daniel Vindel.

### 1991
En 1991, por España participaron Pollensa, Las Palmas de Gran Canaria, Las Rozas de Madrid, Alicante, Vitoria, León, Granada, Salou, Madrid y la ganadora del año anterior, Jaca. Fue el primer año en que participó Gales en solitario. Los dos programas que se hicieron en España se hicieron en Prado del Rey, en Madrid. Cada programa era temático: los programas españoles fueron el primero dedicado a "El circo" y el segundo dedicado a "Los orígenes de Madrid". Madrid ganó en su emisión con 48 puntos (Jaca quedó segunda en su emisión) y eso la llevó a la final, en la cual se enfrentó a Vigevano por Italia, Leiría por Portugal, Megève por Francia, Serravalle por San Marino y Llanberis por Gales. Quedó quinta con 29 puntos, ganando Italia con 52.
La presentación para España corrió a cargo de Daniel Vindel e Isabel Gemio.

### 1992
En 1992 España se presentó por última vez, y sus participantes fueron Macael, Lérida, Ciudad Rodrigo, Cangas de Onís, Calatayud, Ibiza, Santa Cruz de Tenerife, Córdoba, Torrevieja y Palma de Mallorca. De todas ellas la mejor clasificada fue Palma de Mallorca, que ganó su emisión con 64 puntos, y eso la llevó a la final donde se enfrentó a Trebic por Checoslovaquia, Breuil Cervinia por Italia, Lisboa por Portugal, La Cote por Suiza, Le Havre por Francia, Cwm Mawr por Gales y Nabeul por Túnez. España quedó sexta con 47 puntos, y ganó Checoslovaquia con 64. Ninguno de los programas se hizo en nuestro país.
La presentación para España corrió a cargo de Elisa Matilla y César Heinrich.
En los siguientes años, TVE dejó de participar en Juegos sin fronteras, y en su lugar programó el espacio El Grand Prix del verano, un formato similar donde competían pueblos de España.

### 2020
En 2019 España decidió volver a presentarse, siendo sus participantes Aranda de Duero, Ciudad Rodrigo, Astorga, Monforte de Lemos y Jaca.
La presentación para España corrió a cargo de Lara Álvarez y Joaquín Prat.
La emisión corrió a cargo de Telecinco, la cual se emitió en 2020.